# April Rain (album)
April Rain è il secondo album della band olandese Delain.

## Storia
È stato pubblicato il 20 marzo 2009, in Australia il 10 aprile.
Il 9 febbraio è stato pubblicato il primo singolo, April Rain, solo digitalmente; è poi stato distribuito su CD a partire dal 6 marzo.
Il 13 marzo il sito di Roadrunner Records ha reso disponibile l'intero album per l'ascolto gratuito, solo ai residenti nei Paesi Bassi.
Il 16 ottobre è stato pubblicato il secondo singolo, Stay Forever, seguito, ad oltre un anno di distanza (29 ottobre 2010), da Nothing Left.

## Tracce
Testi di Charlotte Wessels, tranne dove indicato.
1. April Rain – 4:36 (musica: Martijn Westerholt)
2. Stay Forever – 4:26 (testo: Wessels, Ronald Landa – musica: Westerholt, Landa)
3. Invidia – 3:47 (musica: Westerholt)
4. Control the Storm (feat. Marco Hietala) – 4:12 (musica: Guus Eikens)
5. On the Other Side – 4:09 (musica: Eikens)
6. Virtue and Vice – 3:55 (testo: Wessels, Landa – musica: Westerholt)
7. Go Away – 3:35 (testo: Wessels, Eikens – musica: Eikens, Westerholt)
8. Start Swimming – 5:19 (musica: Rob van der Loo)
9. Lost – 3:23 (musica: Westerholt)
10. I'll Reach You – 3:29 (musica: Eikens, Westerholt)
11. Nothing Left (feat. Marco Hietala) – 4:39 (musica: Westerholt)

Traccia bonus nelle edizioni digipack e statunitense
1. Come Closer – 4:30 (musica: Westerholt)

Traccia bonus nell'edizione giapponese
1. No Compliance (Charlotte only vocals) – 5:09 (musica: Westerholt)

Tracce bonus nell'edizione MP3
1. The Gathering (live) – 11:50 (Eikens)
2. Silhouette of a Dancer (live) – 5:46 (musica: Jan Yrlund, Westerholt)

## Formazione
- Charlotte Wessels – voce
- Martijn Westerholt – pianoforte, tastiere
- Ronald Landa – chitarre soliste e ritmiche, chitarra acustica (tracce 3, 8), seconda voce (tracce 3, 12[3]), voce death (tracce 6, 13[3])
- Rob van der Loo – basso
- Sander Zoer – batteria

### Altri musicisti
- Marco Hietala – seconda voce (tracce 4, 11), basso (traccia 13)[4]
- Guus Eikens – chitarra ritmica (tracce 4-6, 8)
- Oliver Philipps – assoli di chitarra (tracce 1-5, 7-11), chitarra solista (traccia 13)[4], arrangiamenti orchestrali
- Maria Ahn – violoncello (tracce 5-6)
- Jan Yrlund – chitarra ritmica (traccia 13)[4]
- Ariën van Weesenbeek – batteria (traccia 13)[4]
- Rupert Gillet – violoncello (traccia 13)[4]

## Classifiche
| Classifica (2009) | Posizione massima |
| ----------------- | ----------------- |
| Francia           | 88                |
| Germania          | 96                |
| Paesi Bassi       | 14                |
| Svizzera          | 91                |